# Crispin Glover
Crispin Hellion Glover, född 20 april 1964 i New York, är en amerikansk skådespelare, filmskapare, musiker och författare.
Crispin Glover föddes i New York men växte upp i södra Kalifornien från fem års ålder. Han är son till skådespelaren Bruce Glover. Glover har gjort sig känd mest som birollsskådespelare och har ofta spelat underliga och excentriska karaktärer. En av hans mest kända roller är den som George McFly i Tillbaka till framtiden (1985).

## Filmografi (urval)
- 1984 – Fredagen den 13:e del 4
- 1985 – Tillbaka till framtiden
- 1985 – Öga mot öga
- 1986 – Vid flodens strand
- 1989 – Twister
- 1990 – Wild at Heart
- 1991 – The Doors
- 1996 – Larry Flynt - skandalernas man
- 2000 – Charlies änglar
- 2000 – Nurse Betty
- 2003 – Willard
- 2003 – Charlies änglar - Utan hämningar
- 2007 – Epic Movie
- 2007 – Beowulf
- 2009 – 9
- 2010 – Alice i Underlandet
- 2010 – Hot Tub Time Machine